# Tomato n' Pine
Tomato n' Pine（トマトゥンパイン）は、YUI+HINA+WADAの3人による女性アイドルグループ。2009年4月4日、奏木純と小池唯のデュオとしてCDデビュー。略称はTomapai（トマパイ）。

## 略歴
シーズン1のメンバーだった奏木純と小池唯はともにミスマガジン2008のセミファイナリスト。2人の生年月日が同じなのも特徴で、グラビアアイドルや女優として個別に活動しながら、アーティスト活動も行っていく予定だった。しかし、2009年夏、奏木が学業優先のため芸能活動を休止して以来、音楽活動も休止していた。
2010年春に奏木の正式な脱退とともに、公式サイトでシーズン2メンバーとしてHINAとWADAの加入、トリオとしての新曲「キャプテンは君だ!」が発表された。個別の活動をしながら音楽活動を続けるというスタンスは変わっていない。2010年5月、東京（15日）と大阪（16日）でシーズン2のお披露目シークレットライブを行った。小池は「今度は3人に最初からの共通点がないから『一緒にいる意味』を3人でつくっていきたい」と言っているという。
2011年3月9日にソニー・ミュージックレコーズよりメジャーデビュー。
同年8月10日発売のZONEのトリビュート・アルバム『ZONEトリビュート〜君がくれたもの〜』に「夢ノカケラ・・・」で参加。
2012年2月13日より同年12月2日まで西麻布elevenにて毎月開催された音楽イベント「POP SONG 2 U」にレジデント・ライブ・アーティストとして出演。
2012年12月29日西麻布elevenにて「Tomato n' Pine ワンマンライブ The First and The Last “POP SONG 4EVER 〜散開〜”」開催、このライブをもってシーズン2を終了と同時に散開。

## メンバー
メンバーのことはしばしば「ガールズ」と呼ばれる。個人の活動は個人の項目参照。
- YUI （小池唯、1991年4月4日 - 、A型） - スターレイプロダクション所属。
- HINA （草野日菜子、1989年10月20日 - 、A型） - M's Produceをへてルビーパレード所属。2013年12月28日、agehaspringsプロデュースによるYURIAとのユニット“Faint⋆Star”を結成。
- WADA （和田えりか、1992年9月24日 - ） - ソニーミュージックオーディション 2009夏“gonna be a STAR!!”ファイナリスト。トマパイから芸能活動を開始。2010年10月9日付「小池唯のきらきらブログ」でYUIと同じ事務所への所属を発表。2012年末グループの散開とともに事務所との契約終了。2013年からエヴァーグリーン・エンタテイメントと契約、風間亜季として活動。

元メンバー
- 奏木純（金子織江） （1991年4月4日 - 、A型）

## 作品

### シングル
Tomato n' Pine Tokyo
- Life is Beautiful（2009年4月4日、TNP-003） - デビュー・ミニ・アルバム。
- キャプテンは君だ!（2010年5月15日、TNP-005）- イベント限定CD。
  1. キャプテンは君だ!
    - Words：Kenji & Jane、Music：IPPEI TATSUYAMA、Arrenged by TSURI SHUNSUKE（agehasprings）、Produced by agehasprings

  2. キャプテンは君だ!（instrumental）
- キャプテンは君だ!（2010年8月25日、TNP-008） - 2ndシングルCD。
  1. キャプテンは君だ!
  2. POP SONG 2 U
  3. ためいき、オカリナ、ほら猫が笑う。
  4. POP SONG 2 U（KUMANBACHI remix）
  5. キャプテンは君だ!（instrumental）
  6. POP SONG 2 U（instrumental）
  7. ためいき、オカリナ、ほら猫が笑う。（instrumental）
- RED SCARLET（2010年8月25日、TNP-007） - CD+PHOTOBOOK。CDに撮り下ろしフォトブックがついた限定アイテム（撮影：唐木貴央）。
  1. キャプテンは君だ!
  2. POP SONG 2 U
  3. ためいき、オカリナ、ほら猫が笑う。
  4. POP SONG 2 U（KUMANBACHI remix）
  5. キャプテンは君だ!（instrumental）
  6. POP SONG 2 U（instrumental）
  7. ためいき、オカリナ、ほら猫が笑う。（instrumental）
- BLUE SPLASH（2010年8月25日、TNP-006） - DVD+PHOTOBOOK。インタビューを含むDVDに、グアムでの水着撮り下ろしフォトブックがついた限定アイテム（撮影：木村晴）。

Sony Records
| 枚  | 発売日        | タイトル               | 販売形態                                             | 規格品番                        | 最高位 |
| --- | ------------- | ---------------------- | ---------------------------------------------------- | ------------------------------- | ------ |
| 1st | 2011年3月9日  | 旅立ちトランスファー   | CD+DVD（初回生産限定盤） CD（通常盤）                | SRCL-7559/60 SRCL-7561          | 66位   |
| 2nd | 2011年8月17日 | なないろ☆ナミダ        | CD+DVD（初回生産限定盤） CD（通常盤） CD（アニメ盤） | SRCL-7714/5 SRCL-7716 SRCL-7717 | 39位   |
| 3rd | 2011年12月7日 | ジングルガール上位時代 | CD+DVD（初回生産限定盤） CD（通常盤）                | SRCL-7798/9 SRCL-7800           | 68位   |

### アルバム
- PS4U（2012年8月1日、SRCL-8035/7） - EAN 4988009052663。

### 映像作品
T-Palette Records
- The First and The Last “POP SONG 4EVER 〜散開〜”（2013年4月24日、TRPD-0004） - 散開ライブDVD。

### 参加作品
- ZONEトリビュート〜君がくれたもの〜（2011年8月10日、SRCL-7682） - 「夢ノカケラ・・・」をカバー、後に『PS4U』にも収録。

### 配信
- 渚にまつわるエトセトラ（2010年7月28日）- 着うた「和食さと」CMソング。

PUFFYの曲のカバー。
- 10月のインディアン（2010年10月13日）- 着うたメ〜テレドラマ「熱いぞ!猫ヶ谷!!」主題歌。

作詞：Kenji & Jane、作曲：Kotaro Kusuno。
- 踊れカルナヴァル（2012年5月23日）

作詞：Kenji & Jane、作曲：Mary Tan。
- そして寝る間もなくソリチュード（SNS）（2012年6月27日）

作詞：Kenji & Jane、作曲：Tomoya Matsuura。

## 出演

### テレビ
- 音楽特集〜Tomato n' Pine（2010年9月17日、スカパー!エンタ!371、スカパー!HD PigooHD）
- アイドルちん（2010年10月9日 - 2011年1月22日、日本テレビ） - レギュラー、番組関連のライブ、イベント等にも出演。
- カミスン!（2012年1月23日、TBSテレビ） - 初の地上波音楽番組出演。

### ラジオ
- DJ Tomoaki's Radio Show!（2010年5月27日、下北FM）
- 琴姫チャンネル（2010年7月3日、エフエム世田谷） - HINAが以前からレポーターを務めていた番組にゲスト出演。
- Tomato n' Pineの3人いれば大丈夫〜♪（2010年10月4日 - 2012年12月17日、エフエム富士） - 初のレギュラー番組、GIRLS♥GIRLS♥GIRLS枠。
  - 同番組関連の公開収録ライブイベント第1回（2011年2月12日、渋谷DUO）に出演、特別番組として放送される（同年3月5日に放送、21日はダイジェスト版を放送）。また第3回、第4回（2012年2月17日・7月8日、渋谷DUO）にも出演。
- Tomato n' Pineの知らない世界（2012年2月 - 11月30日、soraxniwa FM） - 原宿のミニFMでのレギュラー番組[8]。
- トマパイの木曜深夜のカラ騒ぎ!（2012年6月 - 12月、TBSラジオ） - ミュージックナビ〜昨日と今日との交差点〜内のカラオケをテーマとしたコーナー。

### インターネットテレビ
- トマパイ・チャンネル
  - 第1回【Halloween SP】（2010年10月31日）
  - 第2回【EXTRAVE】（2010年11月28日） - 吉祥寺CLUB SEATAでのライブの実況放送。
  - 第3回【Christmas SP】（2010年12月23日）
  - 第4回 （2011年1月30日）
  - 第5回【SONYへトランスファー前夜祭SP】（2011年3月3日） - この回からSonyMusicプレイヤーでも同時放送、アーカイブを残さなくなった。
  - 第6回【あれから一年経ちました!】（2011年5月15日） - シーズン2の1周年を記念し、ファンを募り、初の公開放送。
  - 第7回 （2011年8月1日） - 2.5Dのustreamチャンネルおよびニコニコ動画で、申し訳メンバーによるDJとライブを放送。
  - 第8回【「なないろ☆ナミダ」リリース記念スペシャル】（2011年8月22日） - 池袋、名古屋、神戸での発売インストアイベントの状況などを放送。
  - 第9回【「踊れカルナヴァル」リリース記念】（2012年5月23日） - 「踊れカルナヴァル」のMV撮影風景を配信。

- POP SONG 2 U（2012年2月 - 12月、2.5D） - 西麻布elevenでの月1回のイベントをストリーミング放送。

### CM
- ハピナビ（2011年3月11日 - ）- 静岡地域のクーポンサイトCMに3人で出演、BGMに「旅立ちトランスファー」が使われている[9]。

### イベント
- 申し訳ないとフロム赤坂フェス（2010年7月23 - 24日、代官山UNIT） - 労働基準法により「早朝アイドル」として登場。
- TOKYO IDOL FESTIVAL 2010 @Shinagawa（2010年8月7日・8日、品川）
  - 2011年2月9日発売の同イベントのDVDにはライブ映像が収録されている。
- メ〜テレ秋まつり（2010年9月25日、名古屋） - 同局のドラマ「熱いぞ!猫ヶ谷!!」の主題歌を披露。
  - 同ドラマのその他関連イベント（DVDリリースなど）にも出演[10]。
- 申し訳AFTERNOON（2011年5月15日、西麻布eleven）
- タワーレコード新宿店13th Birthday <NO MUSIC, NO IDOL?>（2011年10月12日、新宿LOFT）- 2012年にも同店関連のイベントに参加し、最後のインストアイベントもここで行われた。
- CD&DLでーた PRESENTS “ニッポンのアイドル宣言!”（2011年12月26日、新宿BLAZE）
- NIIGATA IDOL SUMMIT vol.3（2012年5月13日、新潟the PLANET）
- Sapporo idol summit 2DAYS（2012年5月31日・6月1日、札幌sound Lab MOLE）
- ニベア花王 8×4MEN presents TBSラジオ『タマフル＆申し訳・サマーフェス2012』（2012年7月20日、代官山UNIT）
- 日本縦断アイドル乱舞2012（2012年8月、2日・仙台darwin、8日・福岡DRUM Be-1、10日・名古屋CLUB QUATTRO、15日・大阪umeda AKASO、21日・札幌ペニーレーン、24 - 23日・東京SHIBUYA-AX）
- TOKYO IDOL FESTIVAL 2012（2012年8月5日、お台場特設会場）
- Tomato n' Pine ワンマンライブ The First and The Last “POP SONG 4EVER 〜散開〜”（2012年12月29日、西麻布イレブン） - 2.5Dにより有料配信、後にDVD化。

## 書籍
- TOMAG（2012年2 - 7月） - POP SONG 2 U 会場での限定販売。

### 雑誌連載
- B.L.T.（1回目:2009年、2回目:2010年7月号、3回目:2011年3月号） - 吉田豪によるインタビュー。
- CD&DLでーた 2010年9月号（2010年8月14日） - DLでーた表紙、インタビュー。
- 週刊アスキー 2010年8月31日号（2010年8月16日） - インタビュー。
- CD&DLでーた（2010年11月号 - 2013年1-2月号） - 連載「トマトは野菜か果物か?」→「女子会やろうよ!!男子禁制!!」。